# Ute Welty
Ute Welty (* 1964 in Aachen) ist eine deutsche Journalistin.
Nach dem Abitur begann sie 1983 ein Studium der Publizistik, Kunstgeschichte und Theaterwissenschaft an der Ruhr-Universität Bochum. Ab 1986 war sie journalistisch tätig und absolvierte Praktika bei der Zeitschrift Gong und der Westdeutschen Allgemeinen Zeitung. Ab 1988 arbeitete sie für den Westdeutschen Rundfunk, sowohl im Hörfunk- als auch im Fernsehbereich. Dort moderierte sie die Serie Highscore. 1995 wechselte sie zum Südwestfunk, dem späteren Südwestrundfunk, zunächst als freie Mitarbeiterin, ab 2001 als Angestellte. Dort war sie von September 2002 bis Februar 2003 Redaktionsleiterin bei Dasding, danach bis Januar 2005 Chefin vom Dienst bei SWR3. Als Autorin wurde sie für das Tagesschau-Blog der ARD mit dem Grimme Online Award 2007 ausgezeichnet. Von 2005 bis Anfang 2010 war sie Korrespondentin des Südwestrundfunks im Hauptstadtstudio der ARD in Berlin und dort für die Themenbereiche SPD, Gesundheit, Familie, Verteidigung, Sicherheit, Bildung und Verbraucherschutz zuständig. Ab 2010 arbeitete sie als freie Moderatorin und Redakteurin. Sie ist ehrenamtliches Mitglied des Vorstands der Bundespressekonferenz.
Im Deutschlandfunk Kultur ist sie derzeit (Stand 2023) Moderatorin der Sendung Studio 9 – Kultur und Politik am Morgen.